# Факти про Чака Норріса
Факти про Чака Норріса (англ. Chuck Norris facts) — сатиричні факти (фактоїди) про американського майстра бойових мистецтв і актора Чака Норріса, які стали інтернет-мемом, поширеним у масовій культурі. Ці «факти» є абсурдними гіперболічними твердженнями про міцність, поставу, досвідченість і маскулінність Норріса.
Факти про Чака Норріса (також відомі як жарти про Чака Норріса) поширилися в усьому світі, створюючи переклади та породжуючи локалізовані версії реклами в певних країнах та інших інтернет-мемів. Деякі факти натякають на те, що він використовував «фірмові» удари ногою з розвороту для будь-яких завдань, на велику кількість волосся на тілі, особливо щодо бороди, і на його роль у телевізійному серіалі-бойовику «Вокер, техаський рейнджер».

## Фон
Факти про Чака Норріса вперше з'явилися в Інтернеті на початку 2005 року, хоча жарти про міцність і силу Норріса зустрічаються ще з 1980-х років. Спочатку розповсюджені на форумах американського комедійного вебсайту Something Awful «факти» зосереджувалися на Віні Дізелі у відповідь на його фільм «Лиса нянька» (2005). Через кілька місяців учасники форуму обрали новою темою Чака Норріса. Джерелом натхнення інтернет-мемів вважаються жарти телеведучого Конана О'Браєна про Чака Норріса в шоу Late Night with Conan O'Brien (зазвичай ведучий жартував над телесеріалом «Вокер, техаський рейнджер»). Перебільшений стиль цих жартів схожий на цикл скетчів кінця 1990-х років «Білл Браскі» в шоу Saturday Night Live, де кілька п'яних «друзів Білла Браскі» згадують свого знайомого, відомого надлюдськими подвигами. Через популярність цієї вистави поширилися жарти про інших знаменитостей, а також вигаданих персонажів.
«Автором фактів про Чака Норріса» називають гумориста Ієна Спектора через його роль у створенні онлайн-генераторів фактів про Чака Норріса. Спектор також написав кілька книг про Чака Норріса, зокрема «Правда про Чака Норріса: 400 фактів про найвеличнішу людину світу» (2007) і «Чак Норріс проти Містера Ті: 400 фактів про найпоганіших хлопців в історії» (2008).

## Відповідь Норріса
Сам герой «фактів про Чака Норріса» відповів на них на власному офіційному вебсайті. Визнавши деякі з висловлювань справді жартівливими, він сказав, що намагається не сприймати жодне з них серйозно, і сподівається, що такі висловлювання зацікавлять людей реальними фактами про нього, які містяться в його літературних творах.
23 жовтня 2006 року перша колонка Норріса для WorldNetDaily складалася з ще однієї відповіді. Вона починалася подібно до заяви на офіційному сайті актора, але потім повідомила про відмову від власної доблесті на користь Бога та Ісуса Христа.
У грудні 2007 року Норріс подав позов проти Penguin USA, видавництва, яке опублікувало «Правду про Чака Норріса» через випуск Gotham Books. Норріс стверджував, що книга містить «порушення прав на торгову марку, безпідставне збагачення та порушення права на конфіденційність». У 2008 році Норріс відмовився від позову.
7 жовтня 2009 року видавництво Tyndale House випустило «Офіційну книгу фактів про Чака Норріса», співавтором якої став сам Норріс та яку він офіційно схвалив.

## Видатні згадки
Журнал Time у номері за 20 березня 2006 року опублікував інтерв'ю з Норрісом, де його названо «героєм онлайн-культу». У відповіді на останнє запитання актор назвав «факти про Чака Норріса» «дивними, але надзвичайно популярними висловлюваннями» та процитував одне з них: «Чак Норріс може ділити на нуль».
У 2011 році Чак Норріс знявся в рекламному ролику World of Warcraft, і в діалогах були його власні «факти про Чака Норріса».
У фільмі «Нестримні 2» 2012 року обіграні факти про Чака Норріса, коли їх приписують персонажу Норріса — Букеру. В одній зі сцен Букер рятує команду Барні Росса (Сильвестр Сталлоне) у перестрілці. Після знайомства Росс каже Букеру: «До мене дойшли чутки, що якось вас укусила королівська кобра». «Так, було», — відповідає Букер, додаючи: «Але після п'яти днів нестерпного болю… кобра померла».

## Натхнення та подібні тенденції

### Україна
У 2014 році сайт сатиричних новин UaReview повідомив, що Чак Норріс висадився на сході України, де бореться із сепаратистами. У 2018 році сайт повідомив, що Чак Норріс «домотав стрічку фейсбуку до кінця» та має намір зробити те саме із твіттером після 18-хвилинного сну. Раніше сайт повідомляв про книгу, в якій доводиться, що Чак Норріс — «козацького роду».
У 2009 році чотириста прикладів фактів про «великого людині» Чака Норріса опубліковані на сайті «Обозрєвателя» (ймовірно машинний переклад з російської).

### Інші
В Індії існують схожі жарти у формі фактів і цитат про індійського кіноактора Раджініканта, які поширюються в текстових повідомленнях і мемах в Інтернеті. Ці сатиричні жарти також надихнули на створення кількох застосунків для iOS та Android. Фактоїди про Раджініканта натхненні «фактами про Чака Норріса», оскільки вони слідують тій самій моделі, що й вони. Хоча деякі жарти Раджініканта є оригінальними, багато з них поширюються з ім'ям індійського актора, на містці якого в оригіналі було ім'я Норріса. 2012 року з'явилося рекламне анімаційне відео від туристичної агенції Expedia «Чак проти Раджіні», що засноване на жартах, у яких протиставляються Норріс та Раджінікант. На початку 2013 року в країні набула популярності подібна група жартів про індійського гравця в крикет Равіндру Джадеджу після того, як капітан індійської команди з крикету Махендра Сінгх Джоні написав кілька «фактів» про нього на своїй сторінці в Twitter.
Під час парламентських виборів у Вірменії 2012 року було знайдено кілька бюлетенів, на яких було вказано ім'я Норріса як кандидата. Подібні випадки були й в Україні, зокрема на виборах 2012 року.
У Єгипті перед президентськими виборами 2012 року подібно жартували з політика Омара Сулеймана, колишніього директора Служби загальної розвідки, в стилі фактів про Чака Норріса, висміюючи повноваження та навички, про які стверджували прихильники віцепрезидента для його піару перед виборами.
В епізоді «The Weird World of Wyrm» мультсеріалу про Черепашок-ніндзя 2012 року голографічний Кріс Бредфорд — пародія на Норріса — наводить цитату в стилі фактів про Чака Норіріса: «Кріс Бредфорд, факт № 48: Кріс Бредфорд завжди носить із собою чотири види зброї масового знищення: руки та ноги».
Уболівальники американської футбольної команди «Баффало Біллс» почали розповсюджувати подібні вигадки про колишнього півзахисника Кіко Алонсо в сезоні 2013 року, після того як новачок Алонсо приєднався до команди. Вигадки були відомі під загальною назвою «Легенда про Кіко Алонсо».
Аналогічними до фактів про Чака Норріса є історії про подвиги кенійського вигаданого героя Макменде.
У 2006 році було проведено опитування щодо назви нового мосту в Угорщині. Оскільки голосувати могли всі охочі, невдовзі головним кандидатом стало ім'я «Чак Норріс», яке обійшло імена кількох історичних діячів (разом із такими кандидатами, як актор Девід Гассельгофф та анімаційний персонаж Ерік Картмен, а також комік Стівен Колбер, який сам закликав свої шанувальників голосувати). Зрештою міст названий «Медьєрі» на честь племен предків угорців.
Після виходу збірної Аргентини у фінал Чемпіонату світу з футболу 2014 року в Бразилії, в соціальних мережах з'явився мем, в якому «факти про Чака Норріса» та інші подібні приписувалися капітану аргентинців Хав'єру Маскерано.
Борець WWE Браян Маєрс, відомий як Курт Гокінс, включив факти про Чака Норріса у свій трюк у серпні 2016 року, де він використовує своє ім'я замість Норріса, наприклад: «Діти повинні наносити сонцезахисний крем на пляжі, щоб захиститися від Курта Гокінса».

## Приклади
- «Чака Норріса одного разу вкусила королівська кобра; через десять нестерпних хвилин кобра померла» (цей «факт» про Чака Норріса, датований початком 1980-х років, вважається одним із перших).
- «Намагалися помістити обличчя Чака Норріса на гору Рашмор [із зображеннями чотирьох президентів США], але граніт був недостатньо міцним для його бороди» (за словами Норріса, це його особистий улюблений «факт»).
- «Коли Чак Норріс робить віджимання, він не штовхає себе вгору, а штовхає Землю вниз».
- «У Чака Норріса вдома є килим із білого ведмедя. Він не мертвий, він просто боїться поворухнутися».
- «Одного разу Чак Норріс кинув ручну гранату і вбив п'ятдесят людей; потім вона вибухнула».
- «Колись була вулиця, названа на честь Чака Норріса, але назву змінили, оскільки ніхто не може перетнути Чака Норріса і залишитися живим».
- «Чак Норріс не змиває в туалети; лайно лякається його і змивається саме».
- «Під бородою Чака Норріса є ще один кулак» (ще один ранній «факт» про Норріса, датований 1980-ми роками, пізніше спародійований в американському анімаційному телевізійному ситкомі «Сім'янин».
- «Коли бугімен увечорі лягає спати, він перевіряє свою шафу — чи немає там Чака Норріса».
- «Номер соціального страхування Чака Норріса — це останні дев'ять цифр числа пі».
- «Не існує такого поняття, як еволюція, є лише список видів, яким Чак Норріс дозволив жити» (почувши цей «факт», Норріс відповів, що він був молодоземельним креаціоністом).
- «Чак Норріс насправді помер 20 років тому, але смерть ще не набралася сміливості сказати йому про це».
- «Одного разу Чак Норріс грав у російську рулетку з повністю зарядженим револьвером і виграв».
- «Коронавірус підхопив Чака Норріса і помер за п'ять хвилин» (варіант — «У Чака Норріса виявили коронавірус. Тепер коронавірус сидить на карантині»[18]).

## Відеоігри, засновані на тенденціях
У 2008 році Gameloft випустила Chuck Norris: Bring On the Pain, відеогру для мобільних пристроїв, засновану на онлайн-культі Норріса, викликаному фактами про Чака Норріса. Гравець бере під свій контроль Норріса в бічній прокрутці Beat 'em Up. Гра була добре оцінена.
У 2017 році Flaregames створила другу таку гру, Non Stop Chuck Norris, ізометричну рольову гру для мобільних пристроїв, також добре оцінену.